# Chandur (Telangana)
Chandur è una suddivisione dell'India, classificata come census town, di 10.762 abitanti, situata nel distretto di Nalgonda, nello stato federato del Telangana. In base al numero di abitanti la città rientra nella classe IV (da 10.000 a 19.999 persone).

## Geografia fisica
La città è situata a 17° 52' 25 N e 78° 5' 58 E e ha un'altitudine di 483 m s.l.m..

## Società

### Evoluzione demografica
Al censimento del 2001 la popolazione di Chandur assommava a 10.762 persone, delle quali 5.412 maschi e 5.350 femmine. I bambini di età inferiore o uguale ai sei anni assommavano a 1.458, dei quali 723 maschi e 735 femmine. Infine, coloro che erano in grado di saper almeno leggere e scrivere erano 6.694, dei quali 3.972 maschi e 2.722 femmine.